# Epitranus gauldi
Epitranus gauldi is een vliesvleugelig insect uit de familie bronswespen (Chalcididae). De wetenschappelijke naam is voor het eerst geldig gepubliceerd in 1982 door Boucek.